# Écuelles (Sekwana i Marna)
Ecuelles – miejscowość i dawna gmina we Francji, w regionie Île-de-France, w departamencie Sekwana i Marna. W 2008 roku jej populacja wynosiła 2639 mieszkańców. Przez miejscowość przepływa Sekwana. 
W dniu 1 stycznia 2015 roku z połączenia trzech ówczesnych gmin – Écuelles oraz Moret-sur-Loing – utworzono nową gminę Orvanne. Siedzibą gminy została miejscowość Siedzibą gminy została miejscowość Moret-sur-Loing. Jednak już 1 stycznia 2016 roku z połączenia trzech ówczesnych gmin – Épisy, Montarlot oraz Orvanne – utworzono nową gminę Moret-Loing-et-Orvanne. Siedzibą gminy została miejscowość Moret-sur-Loing. 